# Гимназия № 12 (Каменск-Шахтинский)
Гимназия № 12 имени Героев Пионеров — среднее учебное заведение города Каменска-Шахтинского Ростовской области.

## История и деятельность
Когда было построено первое здание женской гимназии в станице Каменской сведений нет, но по некоторым данным, первый выпуск женской гимназии состоялся 7 июня 1908 года. После преобразования гимназии в полную, восьмиклассную (с приготовительным классом), началось строительства нового здания, которое начало действовать с сентября 1913 года. В здании были — учительская, канцелярия, раздевалка, учебные кабинеты и кабинет врача, гимнастический зал, а также квартира начальницы гимназии и комнат для сторожа. Первым директором гимназии была учительница немецкого языка — Мария Николаевна Кондратьева.
После Октябрьской революции, в годы гражданской войны, в здании гимназии находился военный госпиталь 9-й армии РККА. После гражданской войны здесь была открыта школа 2-й ступени имени Фрунзе. В школе не было начальных классов, младшим классом был 5-й, старшим — 9-й.
После 1931 года школа стала десятилетней, ей было присвоено имя А. С. Пушкина, и она имела номер 1. Работа школы прекратилась в 1941 году в связи с начавшейся Великой Отечественной войной. До оккупации Каменска-Шахтинского немецкими войсками в ней размещался военный госпиталь № 3236. Здание во время войны сильно пострадало и долгое время стояло полуразрушенным. Было восстановлено только в 1949—1951 годах. В 1954—1955 годах к историческому зданию школы (в качестве её левого крыла) было пристроено дополнительное здание из красного кирпича (как и главное здание). В 1956 году в здании школы был открыт интернат № 1. В 1979 году школа-интернат № 1 была переименована в среднюю школу № 12; на тот момент в школе обучалось 740 учеников и работало 38 преподавателей.
В 1989 году школа получила статус гимназии. В 1992 году ей было возвращено историческое название «гимназия». В 1993—1995 годах гимназия поддерживала дружеские связи со скаутами немецкого города Ингольштадт: летом 1994 года скауты были в гостях у каменских гимназистов, а в 1995 году состоялся ответный визит каменчан. С 2001 года гимназия является муниципальным общеобразовательным учреждением; с 2011 года — муниципальным бюджетным общеобразовательным учреждением.
Гимназия № 12 стала лауреатом-победителем Всероссийской выставки образовательных учреждений 2016—2017 годов.
7 февраля 2018 года Городской Думой города Каменск-Шахтинского было принято решение присвоить гимназии почетное звание — имени Героев Пионеров.

## Известные люди
- В гимназии преподавал рисование Яков Данилович Минченков.
- Её выпускниками были писатель Александр Михайлович Суичмезов, заслуженный учитель РСФСР Анатолий Петрович Левинцев.

## Фотогалерея
- Общий вид
- Фасад дореволюционного здания
- Главный вход в настоящее время
- Внутренний двор и вид на пристроенное здание